# Johann Dominik Laeis
Johann Dominik Laeis (* 4. August 1730 in Simmern; † 26. Dezember 1815 in Diekirch) war ein luxemburgischer Glashüttenbesitzer.
Die Familie Johann Dominik Laeis’ stammt aus Luxemburg, wo sie seit ungefähr 1650 als Bauernfamilie nachweisbar ist. Dessen Vater Dominik Laeis (1702–1779) brachte es vom kleinen Handwerker zum Verwalter der Herrschaft Bourscheid. Johann Dominik Laeis wurde sein Nachfolger. Er gründete in Holsthum eine Glashütte und setzte seinen Sohn Johann Matthias Dominik (1754–1836) als Direktor ein. 1820 kam die Produktion der Glashütte zum Erliegen.